# Et pokkers Pigebarn (film fra 1923)
 Ikke at forveksle med Et pokkers Pigebarn (film fra 1912).
Et pokkers Pigebarn (originaltitel The Marriage Market) er en amerikansk stumfilm fra 1923 af Edward LeSaint.

## Medvirkende
- Pauline Garon som Theodora Bland
- Jack Mulhall som Roland Carruthers
- Marc B. Robbins som John Piggott
- Vera Lewis som Agnes Piggott
- Alice Lake som Lillian Piggott
- Willard Louis som Seibert Peckham